# Anikonismus

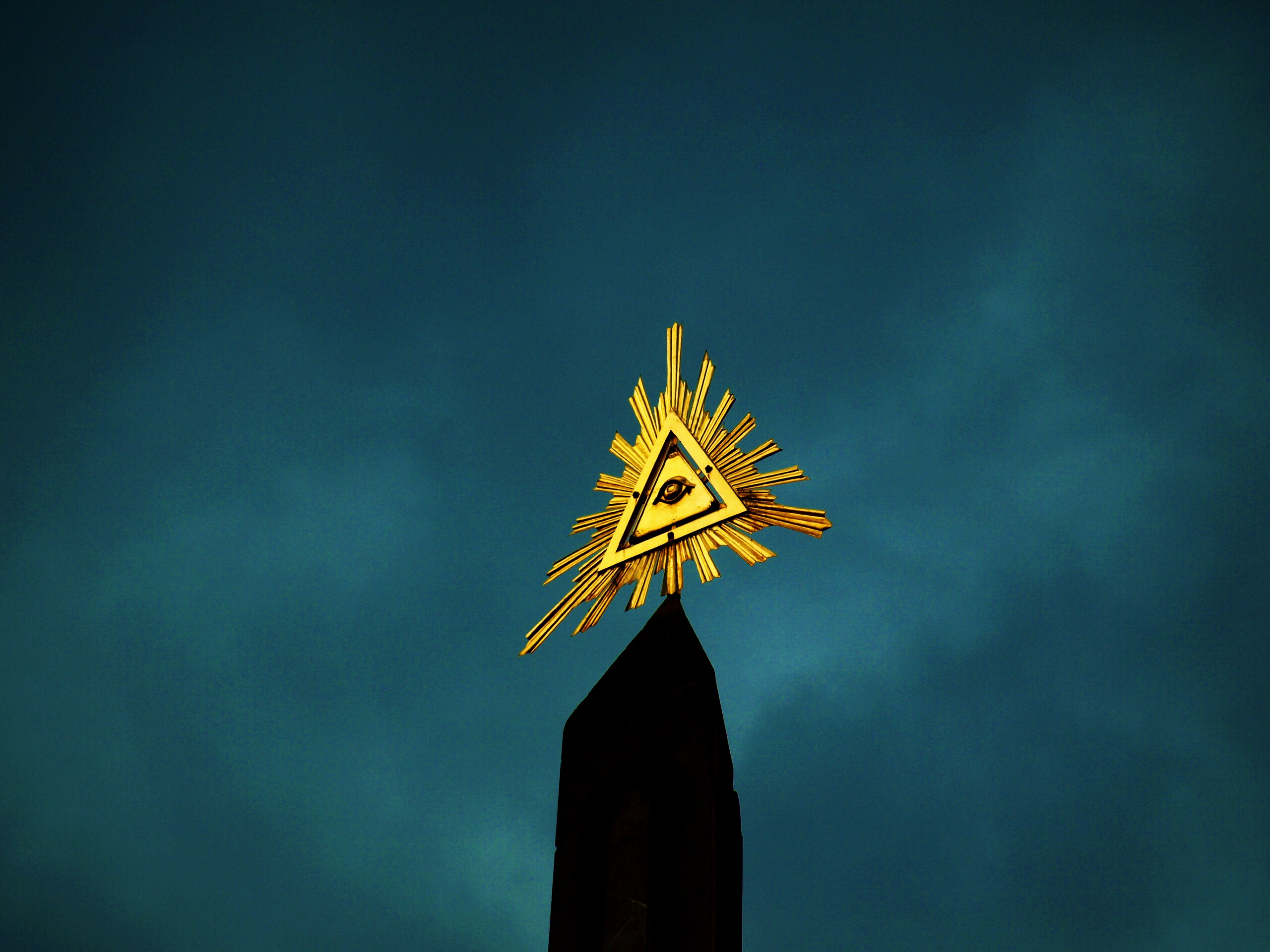
Znázornění Božího oka

Anikonismus (volně přeloženo jako zákaz zobrazování) je náboženský postoj zavrhující zobrazování Boha, či bohů nebo jiných náboženských postav, resp. živých bytostí obecně, a to zpravidla z pověrečných důvodů. Je-li vynucován fyzickým ničením už existujících obrazů, jedná se o ikonoklasmus - obrazoborectví.

## Definice
Výraz anikonismus je složený ze dvou řeckých slov: kořene eikón (εικων), obraz, záporné předpony an- a z přípony -ismus (-ισμος).

## Specifikace
Anikonismus se vyskytuje především v abrahámovských náboženstvích, lze se s ním však setkat i jinde, např. v hinduismu, kde saligrám a lingam jsou anikonickými reprezentacemi bohů Višnua a Šivy.
Anikonismus pak v různých kulturách představuje náboženský či filosofický názor, že není vhodné znázorňovat výjevy z přírodního či nadpřirozeného světa. Tento postoj se může vztahovat na jediného Boha, božstva či svaté postavy, živé bytosti, či cokoli jiného. Tento jev je obvykle kodifikován náboženskými tradicemi, je chápán jako modlářství a jako takový se stává tabu.
Při fyzickém ničení obrazů se z anikonismus se stává ikonoklasmus, čili obrazoborectví.